# Formigueiro
Formigueiro là một đô thị thuộc bang Rio Grande do Sul, Brasil. Đô thị này có diện tích 581,989 km², dân số năm 2007 là 7116 người, mật độ 12,23 người/km².